# Övre Abchazien

Övre Abchazien

Övre Abchazien (georgiska: ზემო აფხაზეთი, Zemo Apchazeti;  abchaziska: Аҧсны хыхьтəи, Apsny chychtwi), eller Azjaradistriktet (georgiska: აჟარის მუნიციპალიტეტი, Azjaris munitsipaliteti), är ett bergsdistrikt i nordöstra Abchazien, såsom det officiellt benämns av Georgien. Övre Abchazien var från 1993 till 2008 den enda delen av regionen som stod under kontroll av den georgiska regeringen de jure i den autonoma delrepubliken, Autonoma republiken Abchazien, under det att resterande delar av regionen kontrollerades av den förutom av Ryssland internationellt icke erkända utbrytarrepubliken Abchazien. Den georgiska regeringen drevs ur distriktet den 12 augusti 2008 i samband med kriget mellan Georgien och Ryssland. Administrativ huvudort i distriktet är Tjchalta.
Geografiskt består Övre Abchazien av den övre delen av Kodoridalen, Tjchaltabergen och Maruchipasset på gränsen mot Ryssland. Distriktet har omkring 2 000 invånare, främst etniska svaner (georgier) och utgör cirka 17 procent av Abchaziens totala yta. Det är av stor strategisk vikt på grund av dess nära läge till den abchaziska huvudstaden Suchumi, som kontrolleras av separatisterna, och andra viktiga städer i regionen. Distriktet gränsar i öster till den georgiska regionen Megrelien-Övre Svanetien.
Termen Övre Abchazien har använts främst av georgiska tjänstemän och medier sedan den för Georgien framgångsrika lösningen på den väpnade konflikten i Kodoridalen i juli 2006. Besegrandet av den lokale krigsherren Emzar Kvitsiani stärkte den georgiska närvaron i området, från att tidigare varit mycket löst underställt de georgiska myndigheterna. Även om separatiststyrkorna aldrig trängt in i dalen hade området styrts av Kvitsiani sedan 1994.
Den 27 september 2006, på 13-årsdagen av Suchumis fall, omdanades den del av Abchazien som stod under georgisk kontroll till ett distrikt med namnet Övre Abchazien, med Tjchalta som "temporärt administrativt centrum" för Abchazien och högkvarter för de jure-regeringen i Autonoma republiken Abchazien. Trots abchaziska och ryska protester installerades de jure-regeringen under Malchaz Akisjbaia samma dag, efter att tidigare ha verkat från Tbilisi, av en georgisk delegation, där bland andra president Micheil Saakasjvili och katholikos-patriarken för den georgisk-ortodoxa kyrkan, Ilia II, ingick.
Området undergick därefter ett större rehabiliteringsprogram med uppbyggnad av infrastruktur och säkerhet. Den georgiska valkommissionen upprättade en valkrets i Övre Abchazien, vilket möjliggjorde för lokalbefolkningen att för första gången rösta i de georgiska lokalvalen som hölls 2006.
Understödd av stridsflyg och ryska trupper företog abchazisk milis i augusti 2008 ett angrepp mot de georgiska ställningarna i Kodoridalen och kunde den 12 augusti inta Azjara och Tjchalta och driva de georgiska styrkorna ur Abchazien.